# مردم ماه مری

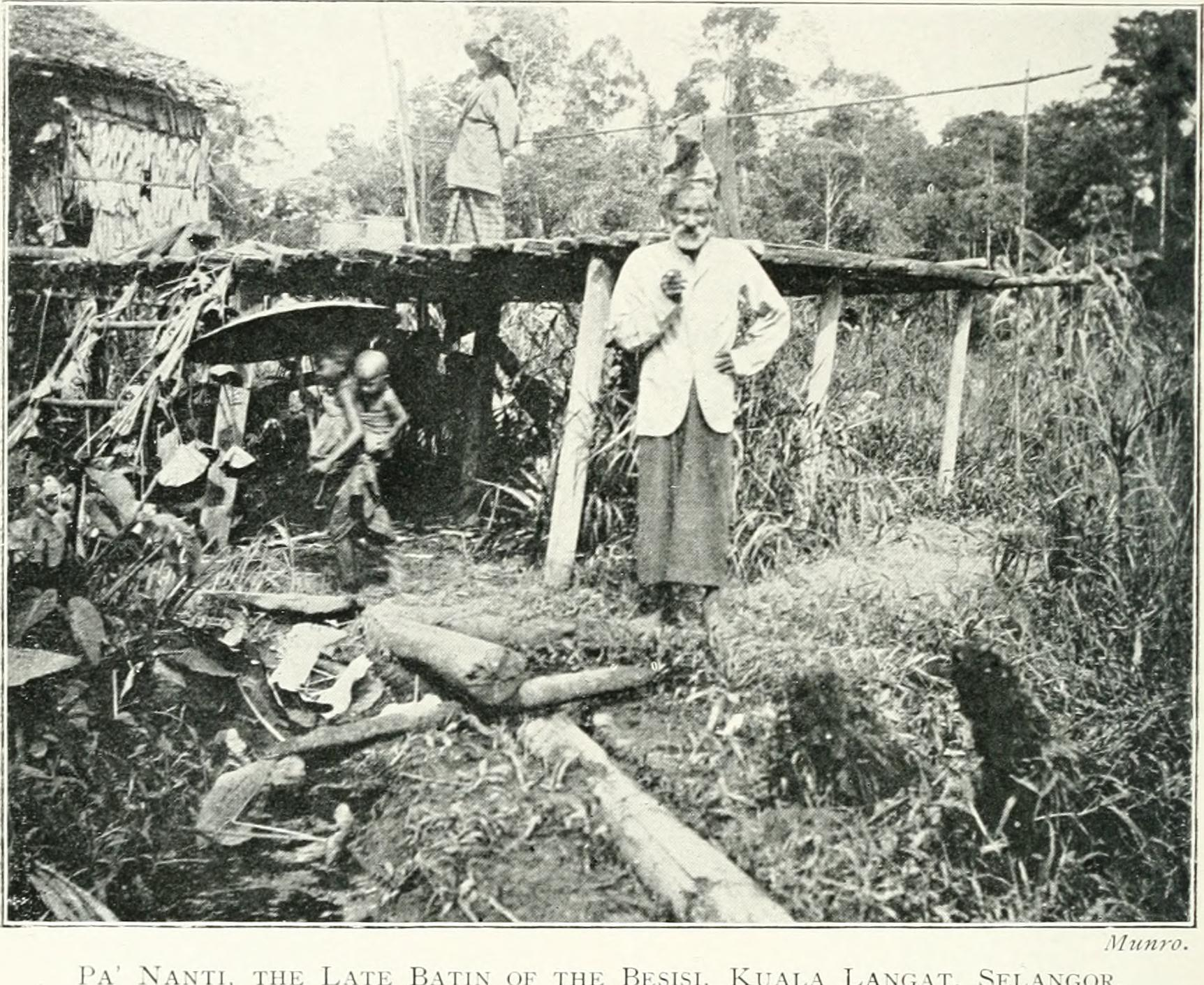
یک زوج بومی

مردم ماه مری از گروه‌های قومی بومی مالزی هستند که در بخش غربی مالزی شبه جزیره ای زندگی می‌کنند. آن‌ها یکی از ۱۸ گروه اورنگ اصلی هستند که توسط حکومت مالزی نامگذاری شده‌اند.
بیشتر آن‌ها در روستاهایی کوچک زندگی می‌کنند و جمعیت شان در سال ۲۰۱۰، حدود ۲۲۰۰ نفر بوده‌ است. شهرت این قوم مالزیایی بیشتر به خاطر توانایی سنتی آنها در مهارت‌هایشان در زمینه کنده کاری روی چوب است.